# هارولد هنتر أرمسترونغ
هارولد هنتر أرمسترونغ (بالإنجليزية: Harold Hunter Armstrong)‏ (9 أبريل 1884 - 11 يوليو 1979)؛ روائي أمريكي.